# Lindon Selahi
Lindon Selahi (Namen, 26 februari 1999) is een Belgisch-Albanees voetballer die als middenvelder speelt.

## Carrière

### Clubcarrière
Lindon Selahi begon bij UR Namur. Hij ruilde die club in voor de jeugd bij Standard Luik, daar speelde hij tot 2014. Toen ging hij naar RSC Anderlecht, hier bleef hij tot de -17. Daarna vertrok hij weer naar Standard Luik. Op 10 mei 2018 maakte hij er zijn debuut in het eerste elftal: in de Play-Off 1-wedstrijd tegen zijn ex-club RSC Anderlecht kreeg hij een basisplaats. In het seizoen 2018/19 speelde hij geen enkele wedstrijd in het eerste elftal, mede doordat Răzvan Marin op zijn positie speelde.
In de zomer van 2018 was Selahi op weg naar Fortuna Düsseldorf, maar de transfer ketste in extremis nog af. Hij verruilde Standard Luik in juli 2019 transfervrij voor FC Twente. In zijn eerste jaar had hij onder trainer Gonzalo García meestal een basisplaats en kwam hij tot 25 competitiewedstrijden en twee doelpunten. In zijn tweede seizoen bij FC Twente, onder trainer Ron Jans, kwam hij tot vijf invalbeurten. In januari 2021 werd hij verhuurd aan Willem II. De optie om hem definitief over te nemen werd niet gelicht door deze club. Ook Twente besloot geen gebruik te maken van de optie om zijn contract met een jaar te verlengen, waardoor Selahi in de zomer van 2021 een transfervrije status kreeg.

## Clubstatistieken
| Seizoen | Club          | Competitie      | Competitie | Competitie | Beker | Beker | Supercup | Supercup | Europees | Europees | Totaal | Totaal |
| Seizoen | Club          | Competitie      | Wed.       | Dlp.       | Wed.  | Dlp.  | Wed.     | Dlp.     | Wed.     | Dlp.     | Wed.   | Dlp.   |
| ------- | ------------- | --------------- | ---------- | ---------- | ----- | ----- | -------- | -------- | -------- | -------- | ------ | ------ |
| 2017/18 | Standard Luik | Eerste klasse A | 1          | 0          | 0     | 0     | —        | —        | —        | —        | 1      | 0      |
| 2018/19 | Standard Luik | Eerste klasse A | 0          | 0          | 0     | 0     | —        | —        | —        | —        | 0      | 0      |
| 2019/20 | FC Twente     | Eredivisie      | 25         | 2          | 1     | 0     | —        | —        | —        | —        | 26     | 2      |
| 2020/21 | FC Twente     | Eredivisie      | 5          | 0          | 1     | 0     | —        | —        | —        | —        | 6      | 0      |
| 2020/21 | → Willem II   | Eredivisie      | 16         | 0          | 0     | 0     | —        | —        | —        | —        | 16     | 0      |
| 2021/22 | HNK Rijeka    | 1. HNL          | 26         | 2          | 3     | 0     |          |          | 2        | 0        | 31     | 2      |
| Totaal  | Totaal        | Totaal          | 73         | 4          | 5     | 0     | 0        | 0        | 0        | 0        | 78     | 4      |

Bijgewerkt t/m 26 april 2022.

## Interlandcarrière
Met een in België uit Albanese vluchtelingen geboren vader en een in Albanië geboren moeder had Selahi de keuze om voor België of voor Albanië uit te komen. Omdat hij net als veel andere Albanezen tevens Kosovaarse roots heeft, kon hij ook voor Kosovo spelen. Selahi speelde eerst voor Belgische en daarna voor Albanese nationale jeugdelftallen. Op 14 oktober 2019 maakte hij met een invalbeurt tegen Moldavië zijn eerste speelminuten voor Albanië, waarmee zijn keuze definitief werd.